# Владимирский (Пензенская область)
Владимирский — посёлок в Лопатинском районе Пензенской области России. Входит в состав Лопатинского сельсовета.

## География
Посёлок находится на левом берегу реки Чардым в 9 км к западу от райцентра села Лопатина.

## История
Основан как хутор в 1910—1913 гг. До 1920-х гг. входил в состав Лопатинской волости Петровского уезда Саратовской губернии. С 1928 года — в составе Дым-Чардымского сельсовета Лопатинского района Вольского округа Нижне-Волжского края (с 1939 года — в составе Пензенской области). В 1959 г. — в составе Буденовского сельсовета, Владимирское отделение совхоза. В 1972 году — центральная усадьба совхоза «Владимировский». Решением Пензенского облисполкома от 17.9.1975 г. в черту поселка включена д. Горюши. В 1990-е годы — центр Буденовского сельсовета, с 2010 года — в составе Лопатинского сельсовета.
До 2011 года в посёлке действовала основная общеобразовательная школа.

## Население
| 1914 | 1926 | 1939 | 1959 | 1979 | 1989 | 1996 |
| ---- | ---- | ---- | ---- | ---- | ---- | ---- |
| 52   | ↗60  | ↗367 | ↗402 | ↘244 | ↘233 | ↗260 |
| 2002 | 2010 |      |      |      |      |      |
| ↘246 | ↘243 |      |      |      |      |      |